# Mikroregion Serras de Sudeste

Mikroregion Serras de Sudeste

Mikroregion Serras de Sudeste – mikroregion w brazylijskim stanie Rio Grande do Sul należący do mezoregionu Sudeste Rio-Grandense. Ma powierzchnię 14823,0 km²

## Gminy
- Amaral Ferrador
- Caçapava do Sul
- Candiota
- Encruzilhada do Sul
- Pinheiro Machado
- Piratini
- Santana da Boa Vista